# 亨利五十四世 (羅伊斯-洛本施泰因)
亨利五十四世（德語：Heinrich LIV，1767年10月8日—1824年5月7日），羅伊斯-洛本施泰因親王，1805年至1824年在位。

## 婚姻
1803年，亨利與斯托貝格-韋尼格羅德伯爵克里斯蒂安·腓特烈的女兒瑪麗（Marie）結婚，兩個沒有子女。
瑪麗於1810年去世。1811年，亨利與羅伊斯-科斯特利茨親王亨利四十三世的女兒法蘭西絲卡（Franziska）結婚，兩人沒有子女。